# Johann Baptist von Spix
Johann Baptist von Spix, född 9 februari 1781 i Höchstadt an der Aisch, Bayern, död 13 februari 1826 i München, var en tysk zoolog. 
Spix blev 1811 konservator vid de zoologiska samlingarna i München. Åren 1817–20 gjorde han i sällskap med Carl Friedrich Philipp von Martius en forskningsresa i Brasilien. Hans förnämsta arbeten är Gephalogenesis sive capitis ossei structura (1815), Reise in Brasilien (1823–31; fortsatt av Martius) och flera praktverk över de i Brasilien funna aporna, fladdermössen, reptilerna och fåglarna.